# Massimo Grillandi
Massimo Grillandi (Forlì, 6 agosto 1921 – Roma, 3 gennaio 1987) è stato uno scrittore, poeta e traduttore italiano.

## Biografia
Romagnolo di nascita ma romano d'adozione, Grillandi si è dedicato alla ricerca storica raggiungendo la fama nella maturità grazie alle sue biografie di grandi personaggi.
Scrittore prolifico, nel 1966 è risultato tra i finalisti del Premio Strega, insieme a Calvino, con il romanzo La casa di Faenza. Ha poi vinto diversi premi, tra cui: il Premio Settembrini, nel 1976, con il racconto La muraglia Alidosia; e il Premio Bancarella, nel 1979, con La contessa di Castiglione, il suo romanzo di maggior successo.
«Timido, discreto e schivo, Grillandi aveva l'aria di essere il primo a stupirsi del successo che i suoi libri […] riscuotevano».
È stato anche poeta e traduttore. In queste vesti, ha curato un'edizione delle poesie di Mallarmé (Newton Compton, Roma 1976) e pubblicato alcune raccolte di suoi componimenti, aggiudicandosi il Premio Lerici nel 1961 e il Premio Il Fiore nel 1981. Sempre nel 1981, ha ricevuto il Premio San Gerolamo per la traduzione letteraria.
Colpito da un attacco cardiaco, è spirato la sera del 3 gennaio 1987. Dieci anni dopo, il Comune di Roma gli ha dedicato una via.

## Opere principali

### Biografie
- Francesco Crispi, UTET, Torino 1969.
- Emilio Treves, UTET, Torino 1977.
- La contessa di Castiglione, Rusconi, Milano 1978.
- Belli, Rizzoli, Milano 1979.
- Rasputin, Rusconi, Milano 1979.
- La bella Otero, Rusconi, Milano 1980.
- Mata Hari, Rusconi, Milano 1982.
- Lucrezia Borgia, Rusconi, Milano 1984.
- Madame de Pompadour, Rusconi, Milano 1986.

### Romanzi
- La comune speranza, Rebellato, Padova 1958.
- Atto di presenza, Rebellato, Padova 1959.
- Con disperata guerra, Rebellato, Padova 1960.
- La casa di Faenza, Edizioni dell'Albero, Torino 1965; poi Gremese, Roma 1967.
- Le sabbie rosse, Cappelli, Bologna 1971.
- L'educazione societaria, Serra, Verona 1972.
- Il campo da gioco, Mursia, Milano 1975.
- I ragazzi di Garibaldi, Rusconi, Milano 1978.
- Andreina: romanzo storico, Rusconi, Milano 1981.
- Eleonora: romanzo storico, Rusconi, Milano 1983.
- Barbara, Rusconi, Milano 1985.
- "Il pianeta dei mostri",SEI (Società editrice internazionale),Torino 1980

### Racconti
- Allegra, Ciranna, Roma 1965.
- La muraglia Alidosia, Edizioni del Girasole, Ravenna 1976.

### Poesie
- La terrena pietà, Canesi, Roma 1961.
- Il giro di Francia, Sciascia, Caltanissetta-Roma 1967.
- La libertà spaziale, Fratelli Palombi, Roma 1967; poi Calderini, Bologna 1969.
- Papà sei un capitalista, De Luca, Roma 1970; poi Lacaita, Maduria 1972.
- Poesie per amore, Rusconi, Milano 1986.

### Saggi letterari
- Poeti (saggi su Luzi, Betocchi, Cardarelli, Sereni,  Gatto), Edizioni del Milione, Milano, 1963.
- Majakovskij e i futuristi italiani, De Luca, Roma 1964.
- Il Belli nella vita di relazione, Colombo, Roma 1965.
- La poesia di Sibilla Aleramo, De Luca, Roma 1965.
- Carlo Cassola, Marzorati, Milano 1969.
- Dino Buzzati, Glaux, Napoli 1969.
- Guido Gozzano e noi, De Luca, Roma 1969.
- Francesco Jovine, Mursia, Milano 1971.
- Invito alla lettura di Giorgio Bassani, Mursia, Milano 1972.
- Vittorio Sereni, La Nuova Italia, Firenze 1972.
- Mario Soldati, La Nuova Italia, Firenze 1979.
- Moderni e contemporanei, Gremese, Roma 1979.
- Invito alla lettura di Mario Tobino, Mursia, Milano 1980.
- Invito alla lettura di Maria Bellonci, Mursia, Milano 1983.

### Saggistica
- Le grandi rivoluzioni, Milano, Arnoldo Mondadori Editore, 1978, SBN RAV0170038.

## Premi e riconoscimenti
- 1960: Premio Nazionale Letterario Pisa, Poesia ex aequo con Vittorio Vettori;[5]